# Рот (Рейн-Хунсрюк)
Рот (нем. Roth) — община в Германии, в земле Рейнланд-Пфальц. Входит в состав района Рейн-Хунсрюк. Подчиняется управлению Кастеллаун. Население составляет 255 человек (на 31 декабря 2010 года). Занимает площадь 3,87 км². Расположен к северу от Хунсрюкхёфенштрассе (Бундесштрассе 327). К востоку от общины с 2014 года работают 2 ветрогенератора.

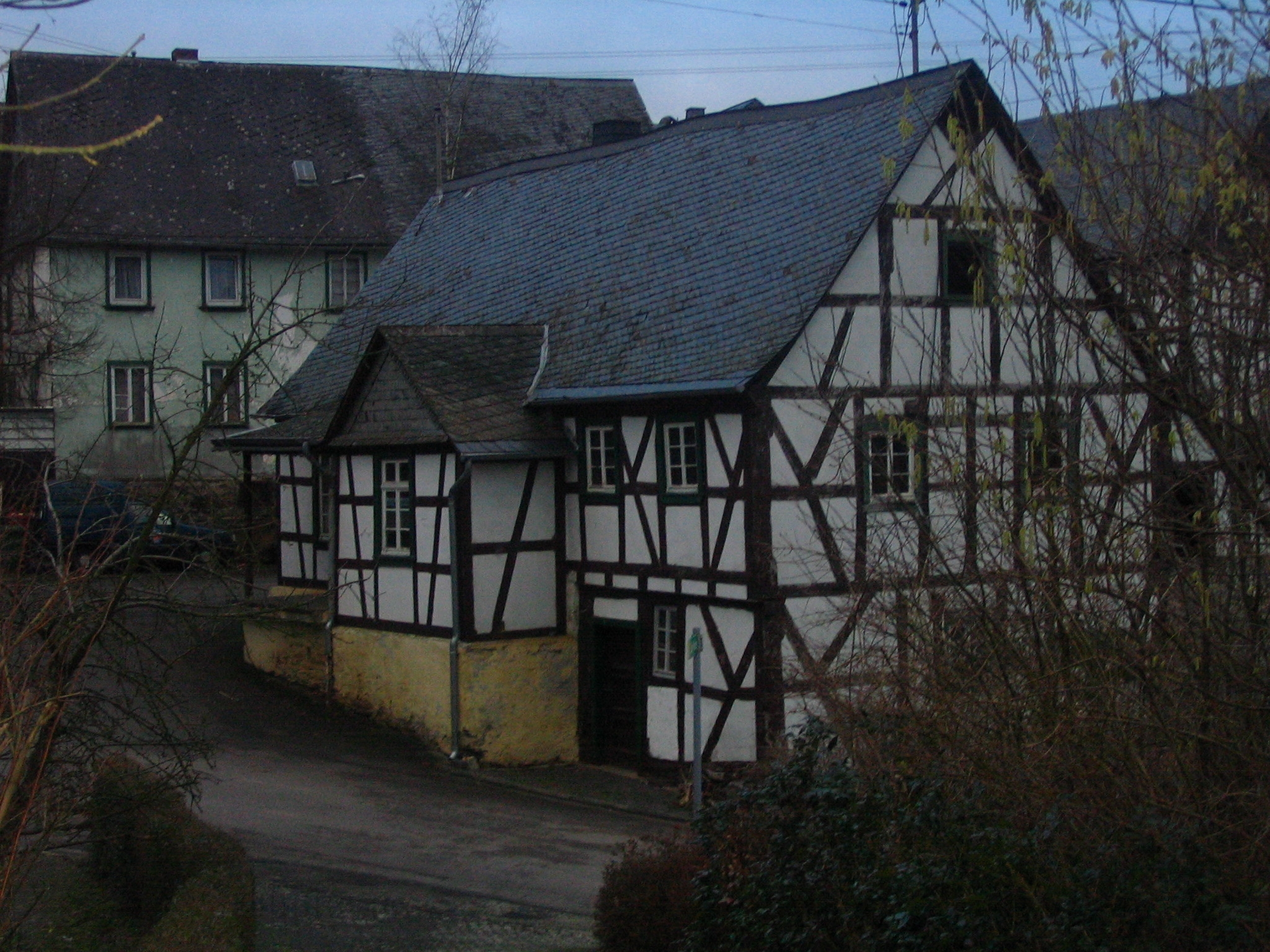